# Elias-Fela Solis (Teksas)
Elias-Fela Solis je naseljeno mjesto za statističke potrebe u američkoj saveznoj državi Teksas. Prema popisu stanovništva iz 2010. u njemu je živjelo 30 stanovnika.